# Конус Зегера
Ко́нус Зе́гера, пироско́п — устройство для определения температуры  в диапазоне от 600 до 2000 °C в виде усеченной высокой трехгранной пирамиды из керамической массы с различными температурами размягчения. Материал, из которого изготавливаются конусы Зегера является температурным индикатором  (термоиндикатором). В ЕАЭС в рамках стандартизации используют термины пироскоп, пирометрический конус.

## История
Предложены немецким химиком Германом Зегером  (Seger нем.,1839—1893) в 1884 (по другим данным — в 1886) году.
В 1932 году в Германии производились 59 различных «номеров» конусов для различных температур.

## Применение
Применяется в основном при обжиге глиняных изделий (качество которого определяется не только конечной температурой, но и временем нагрева), а также для оценки огнеупорности материалов.
Конусы Зегера показывают не только конечную температуру, но и количество накопленного тепла, это зависит от времени воздействия температуры. Считается, что определённая температура достигнута, если конус изменяет свою исходную форму (верхушка сгибается вниз до касания плоскости основания конуса). На такой изгиб большое влияние оказывает время нагрева.
Обычно применяется несколько конусов, рассчитанных на близкие, но различные температуры. Это позволяет точнее оценить ход обжига.

### Применение в научных исследованиях
В вулканологии конусы Зегера используются в 1912 году, когда Франк Перрет применил их для определения температуры в озере лавы вулкана Килауэа. Температура составила 1010 °C.

## В культуре
Зегер-конусы упоминаются в повести Вадима Шефнера «Сестра Печали»:
I. — Знаешь больше нас?! — уже громко заговорил Костя. — Объясни принцип действия термопары! Объясни принцип измерения температур при помощи зегер-конусов!
— Ну, это к делу не относится, — отмахнулся Малютка Второгодник. — Нечего мне тут экзамены устраивать!
II. При какой температуре падает зегер-конус номер девять? — спросил вдруг Злыднев.
Я ответил, я это, слава богу, знал. "Подловить меня хочешь?" — подумал я и начал рассказывать ему о режиме обжига, обо всём, что знал по опыту работы и в теории.
— Довольно, довольно, — прервал меня Злыднев. — Вижу, что знаете...
III. Стараясь отогнать такие мысли, я стал ходить вокруг топок. У  одной форсунки засорилась горелка-пульверизатор, я ее сменил, промыл в керосине. Потом  заглянул внутрь горна. Последний зегер согнулся от жара, пора было кончать обжиг.